# 6975 Hiroaki
6975 Hiroaki este un asteroid din centura principală de asteroizi.

## Descriere
6975 Hiroaki este un asteroid din centura principală de asteroizi. A fost descoperit pe 25 august 1992 la Kiyosato de Satoru Ōtomo. El prezintă o orbită caracterizată de o semiaxă mare de 2,87 ua, o excentricitate de 0,29 și o înclinație de 4,9° în raport cu ecliptica.